# Wijken en buurten in Wassenaar
De Nederlandse gemeente Wassenaar is voor statistische doeleinden onderverdeeld in wijken en buurten. De gemeente is verdeeld in de volgende statistische wijken:
- Wijk 00 Zuidwestelijk deel der gemeente (CBS-wijkcode:062900)
- Wijk 01 Noordoostelijk deel der gemeente (CBS-wijkcode:062901)

Een statistische wijk kan bestaan uit meerdere buurten. Onderstaande tabel geeft de buurtindeling met kentallen volgens het Centraal Bureau voor de Statistiek (2008):
| CBS-buurtcode | Buurtnaam                                      | Inwonertal | Opp. totaal (ha) | Opp. land (ha) | Ligging                |
| ------------- | ---------------------------------------------- | ---------- | ---------------- | -------------- | ---------------------- |
| BU06290000    | Drie Papegaaien                                | 860        | 120              | 115            | Locatie in de gemeente |
| BU06290001    | Oud-Wassenaar                                  | 680        | 127              | 123            | Locatie in de gemeente |
| BU06290002    | Nieuw-Wassenaar                                | 1390       | 119              | 119            | Locatie in de gemeente |
| BU06290003    | Duindigt met Groenendaal                       | 220        | 249              | 239            | Locatie in de gemeente |
| BU06290004    | Oud-Clingendaal                                | 760        | 175              | 172            | Locatie in de gemeente |
| BU06290005    | De Kieviet                                     | 1380       | 288              | 286            | Locatie in de gemeente |
| BU06290006    | Kerkehout                                      | 1020       | 29               | 29             | Locatie in de gemeente |
| BU06290007    | Klingenbosch                                   | 490        | 35               | 35             | Locatie in de gemeente |
| BU06290008    | Verspreide huizen Eikenhorst                   | 40         | 461              | 447            | Locatie in de gemeente |
| BU06290009    | Verspreide huizen Meijendel                    | 30         | 1586             | 1502           | Locatie in de gemeente |
| BU06290100    | De Paauw                                       | 1500       | 62               | 59             | Locatie in de gemeente |
| BU06290101    | Dorp Wassenaar                                 | 2600       | 45               | 45             | Locatie in de gemeente |
| BU06290102    | Oostdorp                                       | 1690       | 26               | 26             | Locatie in de gemeente |
| BU06290103    | Zijlwatering en haven                          | 4180       | 64               | 62             | Locatie in de gemeente |
| BU06290104    | De Deijl                                       | 1770       | 31               | 31             | Locatie in de gemeente |
| BU06290105    | Groot Deijleroord en Ter Weer                  | 5150       | 101              | 100            | Locatie in de gemeente |
| BU06290106    | Rijksdorp met De Pan                           | 300        | 103              | 103            | Locatie in de gemeente |
| BU06290107    | Maaldrift                                      | 140        | 49               | 49             | Locatie in de gemeente |
| BU06290108    | Verspreide huizen Raaphorst en in poldergebied | 400        | 782              | 762            | Locatie in de gemeente |
| BU06290109    | Verspreide huizen Duinrell Wassenaarse Slag    | 480        | 803              | 789            | Locatie in de gemeente |
| BU06290110    | Weteringpark                                   | 690        | 22               | 20             | Locatie in de gemeente |